# Мохаммед Касола
Мохаммед Касола (араб. محمد كاسولا, нар. 13 серпня 1985, Аккра) — катарський футболіст ганського походження, захисник клубу «Месаймір». Грав за національну збірну Катару.

## Клубна кар'єра
У дорослому футболі дебютував 2005 року виступами за друголігову катарську команду «Месаймір», в якій провів чотири сезони. 
Протягом 2009 року захищав кольори клубу «Аль-Хор», після чого приєднався до «Аль-Садда». Відіграв за катарську команду наступні сім сезонів своєї ігрової кар'єри, після чого на правах оренди грав за «Аль-Райян».
У 2018–2020 роках захищав кольори команди «Умм-Салаль», після чого повернувся до друголігового «Месайміра», в якому свого часу починав кар'єру. 

## Виступи за збірну
Отримав катарське громадянство і 2006 року дебютував в офіційних матчах у складі національної збірної Катару.
У складі збірної був учасником домашнього для катарців кубка Азії 2011 року. Викликався до національної команди до 2017 року, за цей час взявши участь у 68 матчах у її складі.

## Титули і досягнення
- Чемпіон Катару (1):

«Ас-Садд»: 2012-2013
- Володар Кубка Еміра Катару (3):

«Ас-Садд»: 2014, 2015, 2017
- Володар Кубка наслідного принца Катару (1):

«Ас-Садд»: 2017
- Володар Кубка шейха Яссіма (1):

«Ас-Садд»: 2015
- Володар Кубка зірок Катару (1):

«Ас-Садд»: 2010